# St. Marks (Floryda)
St. Marks – miasto w Stanach Zjednoczonych, w stanie Floryda, w hrabstwie Wakulla.